# Territoire de l'Inini
1930–1946
Entités précédentes :
- Guyane

Entités suivantes :
- Guyane

Le territoire de l’Inini est une ancienne subdivision de la Guyane qui avait pour chef-lieu Saint-Élie.
Il tient son nom de l’Inini, cours d'eau affluent du fleuve le Maroni.

## Création
Le territoire de l'Inini est initialement créé par un décret du 6 juin 1930. Il a un statut de colonie distincte, étant considéré comme différent de la colonie de Guyane qui, dans l'histoire administrative, ne couvre que la bande côtière jusqu'à la départementalisation, ou en tout cas jusqu'à la suppression du territoire de l'Inini dans la seconde moitié du XXe siècle (la question ne fait pas l'unanimité parmi les historiens). Officieusement, l'Inini est souvent conçu comme un protectorat à l'égard des nations amérindiennes et marronnes.

## Territoire
Le territoire de l’Inini recouvrait la colonie de Guyane française, à l’exception de sa bande côtière.
À sa création en 1930, il est peuplé d'environ 3 000 habitants. Les habitants étaient majoritairement Amérindiens (Wayãpi, Téko, Wayana), businengues (Aluku, Paramaka, Djuka) et Créoles.

## Administration
Dans un avis du 9 mars 1948, le Conseil d'État considéra qu'aux termes du décret précité, le territoire de l’Inini, créé « à l'intérieur de la Guyane française », était « doté de la personnalité civile et de l'autonomie financière » et « administrée par le gouverneur de la Guyane (française) », simplement « assisté d'un conseil d'administration », et « à l'exception de toute intervention du conseil général (de la Guyane française) ».

### Philatélie
Les timbres de Guyane française furent surchargés Territoire de l’Inini, ou Inini entre 1931 et 1944. 
Le retour des timbres de Guyane est effectif dès 1944. Le très important stock restant sera ensuite progressivement vendu aux collectionneurs. De fait, le courrier traité sur le "Territoire de l'Inini" entre 1931 et 1946 fut très marginal.

## Suppression
L'article 1er de la loi n° 46-451 du 19 mars 1946, dite de départementalisation, érigea la Guyane française en département.
Le décret n° 47-2252 du 1er novembre 1947 y introduisit la loi du 10 août 1871, relative aux conseils généraux.
Dans l'avis précité, le Conseil d'État considéra que « l'existence au sein d'un département d'un territoire ayant la personnalité civile et échappant à la compétence du Conseil général est contraire à la loi du 10 août 1871 » et que « le décret (précité) du 6 juin 1930, qui n'entre pas dans la catégorie des règlements maintenus en vigueur en vertu de l'article 3 du décret du 1er novembre 1947, doit être regardé comme abrogé par ledit décret ».

## Service des populations primitives
En 1949, l'administration de l'Inini crée un Service des populations primitives (doté d'un budget en 1950 et officialisé par décret en 1942), constitué principalement du couple d'ethnologues de Guy Charpentier et Suzanne Vianès-Charpentier (employée, elle, au poste d'infirmière), qui restent à Saint-Laurent jusqu'en 1955. Le service emploie aussi Éric de Fautereau-Vassel, une autre infirmière, un médecin, un mécanicien, et indemnise quatre délégués (dont trois prêtres rémunérés par ailleurs en vertu du régime du concordat),. Ce service accompagne l'implantation de groupes marrons et amérindiens dans les anciens territoire du bagne de Saint-Laurent.

## Restauration provisoire comme arrondissement de l'Inini
La loi n° 51-1098 du 14 septembre 1951 restaura le « Territoire de l'Inini » sous le nom d'« arrondissement de l'Inini ».
Son article 1er de la loi disposait, en effet, que « Le département de la Guyane française se compose de : 1° L'arrondissement de Cayenne que comprend les communes existant actuellement en Guyane ; 2° L'arrondissement de l'Inini » ; mais il précisait que : « Cet arrondissement, qui a la personnalité morale, est doté provisoirement et pendant une période qui ne pourra excéder dix ans, d'un statut particulier ».
Robert Miguet en fut le sous-préfet en 1961-1962.

## Suppression définitive
L'arrondissement de l'Inini fut supprimé par le décret n° 69-261 du 17 mars 1969, portant réorganisation administrative du département de la Guyane.
Sa suppression fut confirmée par loi n° 69-1263 du 31 décembre 1969, portant diverses dispositions d'ordre économique et financier.
Son article 27 abrogea la loi du 14 septembre 1951 « à compter de l'entrée en vigueur du décret n° 69-261 du 17 mars 1969 ».
Après la suppression, les « cercles » créés en 1952  (dirigés chacun chacun par un gendarme, au nombre de neuf avec Grand Santi, Maripasoula, Camopi, Regina, Saül, Dégrad Edmond, Samson-Sophie, Sinnamary, et Mana) ne peuvent plus exister, et la départementalisation de la Guyane interdit de créer des entités spéciales. Il faut donc organiser l'intérieur en communes. Plusieurs voies sont envisagées : attribuer les territoires de l'intérieur aux communes littorales correspondantes (par exemple le Haut-Maroni à Saint-Laurent, Camopi à Saint-Georges...), ce qui aurait créé des bandes tout en longueur s'étendant du littoral vers l'intérieur. Robert Vignon propose de diviser l'ancien Inini en trois communes « ethniques »: une wayana, une boni et une créole. Finalement, après des négociations entre les élus du littoral et les fonctionnaires de l'État (et sans les habitants de l'intérieur), en 1969, cinq communes sont créées : Camopi, Saül, Saint-Elie, Maripasoula et Grand-Santi-Papaïchton. De plus, certains terrains sont rattachés à des communes du littoral. En 1976, la commune d'Apatou est détachée de Grand-Santi-Papaïchton, qui est également divisée en 1992 pour donner Grand-Santi et Papaichton.

### Ouvrages anciens
- Annuaire de la Guyane Française et du territoire de l'Inini pour l'année 1936, Cayenne, Imprimerie Emilio Gratien, 1936, 232 p. (lire en ligne)
- Agence générale des colonies, La Guyane française et le territoire de l'Inini, Melun, Imprimerie administrative, 1933, 28 p. (lire en ligne)

### Monographie récente
- Gérard Thabouillot, Le territoire de l'Inini: 1930-1969, Ibis rouge éditions, coll. « Espace outre-mer », 2016 (ISBN 978-2-37520-505-1, présentation en ligne)

### Articles scientifiques
- Gérard Thabouillot, « Être chef de poste en Inini (1930-1969) », Outre-Mers. Revue d'histoire, vol. 98, no 370,‎ 2011, p. 43–55 (DOI 10.3406/outre.2011.4532, lire en ligne)
- Edenz Maurice, « Une école malgré tout dans le Territoire de l’Inini (1930-1960) », Cahiers des Amériques latines, no 93,‎ 30 mars 2020, p. 49–71 (ISSN 1141-7161, DOI 10.4000/cal.10573, lire en ligne)